# 国道452号

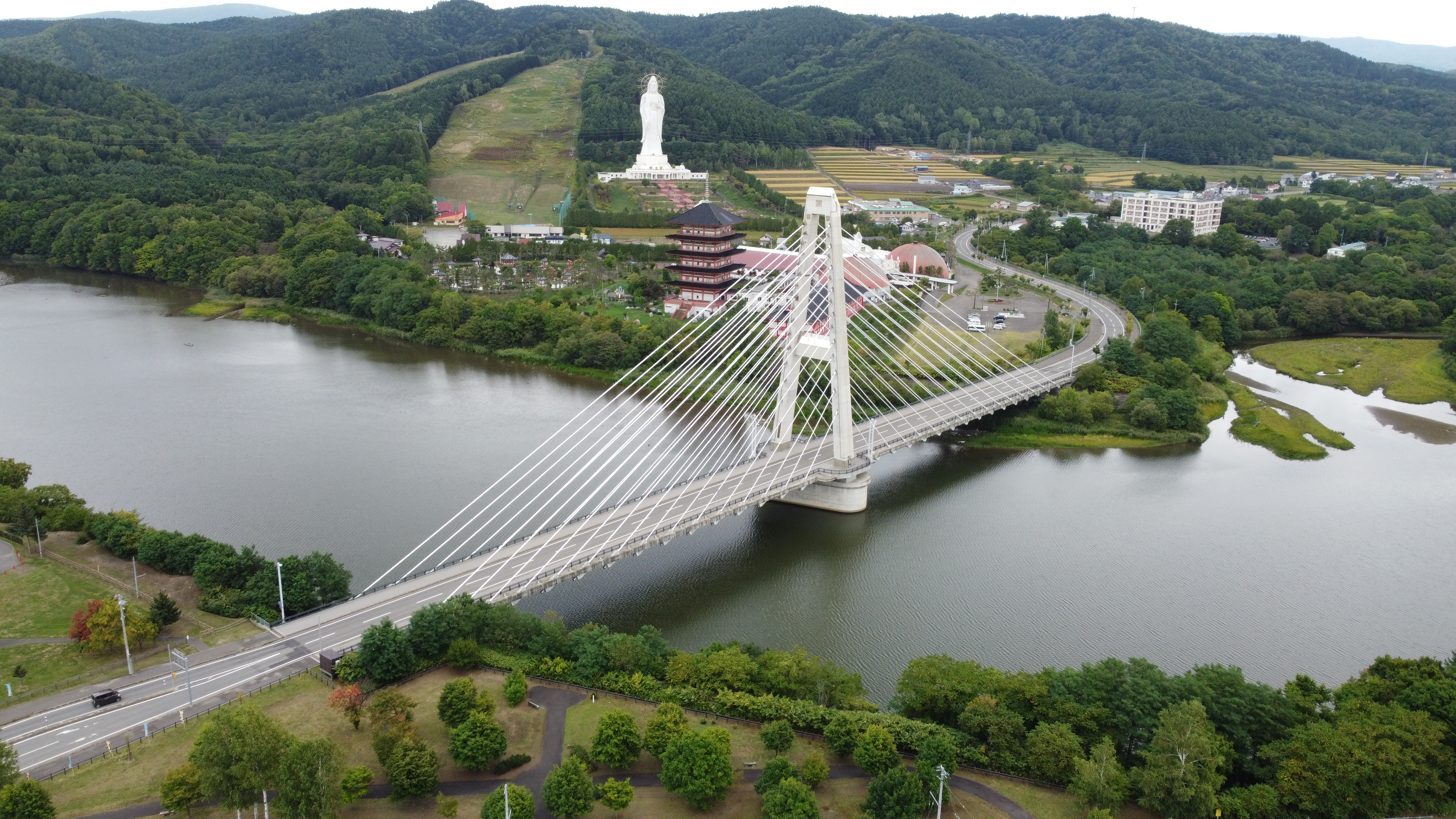
空知川を渡る国道452号の星の降る里大橋（空撮）

国道452号（こくどう452ごう）は、北海道夕張市から旭川市に至る一般国道である。

## 概要
芦別市と上川郡美瑛町の間に未開通区間がある。

### 路線データ
一般国道の路線を指定する政令に基づく起終点および重要な経過地は次のとおり。
- 起点：夕張市（夕張市紅葉山471番4、国道274号交点[2]）
- 終点：旭川市（旭川市西神楽1線18号390番20[要出典]、西神楽1線18号交差点 = 国道237号交点[3]））
- 重要な経過地：三笠市、芦別市
- 総延長 : 121.6 km（重用延長、未供用延長を含む。）[4][注釈 2]
- 重用延長 : 0.5 km[4][注釈 2]
- 未供用延長 : 10.8 km[4][注釈 2]
- 実延長 : 110.3 km[4][注釈 2]
  - 現道 : 110.1 km[4][注釈 2]
  - 旧道 : 0.1 km[4][注釈 2]
  - 新道 : なし[4][注釈 2]
- 指定区間：全線[5]

## 歴史
北海道道4路線（北海道道514号夕張平取線の一部、北海道道907号夕張芦別線、北海道道119号油谷芦別停車場線、北海道道1072号旭川美瑛芦別線）が昇格して一般国道となった。
国道指定当初は、一部に未舗装区間（ダート）を残していたが、やがて舗装化されていった。

### 年表
- 1993年（平成5年）4月1日 - 一般国道452号（夕張市 - 旭川市）として指定施行[7]。
- 2013年（平成25年）11月 - 夕張シューパロダム工事に伴い、夕張市鹿島（大夕張）の区間について新道に付け替え。

## 路線状況

### 通称
- 夕張国道[8]

### 重複区間
- 国道38号（芦別市北5条東1丁目・北5条東1丁目交点 - 芦別市北3条東1丁目）

### 未開通区間

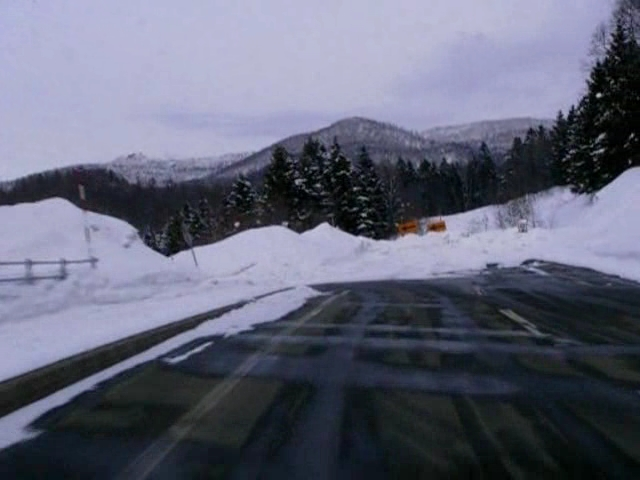
国道452号（芦別市幌内）正面の標識から不通区間

- 北海道芦別市幌内 - 北海道上川郡美瑛町五稜

このうち美瑛町五稜の側は通行止めゲートがあるところから接続する道路がない。未開通区間のうち芦別側は盤の沢道路、美瑛側は五稜道路としてそれぞれ事業化されている。事業は2030年度までを見込んでおり、芦別市と旭川市にまたがる区間は2014年（平成26年）4月21日に道路区域決定された。

### 道路施設

#### 橋梁
- 紅葉山橋（夕張川）
- 清沼橋（夕張川）
- 千年橋（シューパロ湖）
- 常盤橋（シューパロ湖）
- 宝橋（シューパロ湖）
- 緑橋（シューパロ湖）
- 栄橋（シューパロ湖）
- 北栄橋（夕張川）
- 桂沢大橋（幾春別川・桂沢湖）
- 桂竜橋（上一の沢川・桂沢湖）
- 希望橋
- 緑泉大橋（芦別川）
- 炭山川橋（炭山川）
- 星の降る里大橋（空知川）
- 旭橋（空知川、廃止） - 芦別市内に位置した。鋼3径間連続鈑桁橋として1953年（昭和28年）に建設されたが老朽化や幅員狭小のため、星の降る里大橋が代替として建設され[12]、振動実験や載荷実験等を行ったのちに撤去する予定としていた[13]。その後も吊橋の人道橋はしばらく撤去されずにとしては利用されていた[14]ものの、2018年（平成30年）に撤去工事が行われた[15]。
- 旭橋（辺別川） - 美瑛町・旭川市の境界に位置する。旭川市街地の石狩川に架かる「旭橋」とは異なる。

#### トンネル
- シューパロトンネル 2,310 m
- 三夕トンネル 456.8 m
- 桂沢トンネル 375 m
- 三芦トンネル 455 m
- キムントンネル 200 m

#### 道の駅
- 空知総合振興局
  - スタープラザ芦別（芦別市）

## 地理

### 通過する自治体
- 北海道
  - 空知総合振興局
    - 夕張市 - 三笠市 - 芦別市

  - 上川総合振興局
    - 上川郡美瑛町 - 旭川市

### 交差する道路
空知総合振興局
夕張市
- 国道274号 : 紅葉山（紅葉山起点）
- 北海道道750号真谷地沼の沢停車場線 : 沼ノ沢（沼ノ沢交点）
- 北海道道1008号夕張長沼線 : 南清水沢3丁目（南清水沢3丁目交点）
- 北海道道38号夕張岩見沢線 : 清水沢1丁目（清水沢1丁目交点）
- 北海道道1008号夕張長沼線 : 清水沢3丁目（清水沢3丁目交点）
- 北海道道136号夕張新得線 : 南部東町（南部東町交点）

三笠市
- 北海道道116号岩見沢三笠線 : 桂沢（桂沢湖交点）

芦別市
- 北海道道135号美唄富良野線 : 芦別、芦別 ※美唄方向建設中
- 北海道道115号芦別砂川線 : 西芦別町（西芦別町交点）、本町（芦別橋交点）
- 国道38号 : 北5条東1丁目（北5条東1丁目交点）、北3条東1丁目
- 北海道道978号野花南芦別線 : 旭町（旭町交点）

（この間事業中）
上川総合振興局
上川郡美瑛町
- 北海道道580号美馬牛神楽線 : 五稜（五稜交点）

旭川市
- 国道237号・北海道道68号旭川空港線 : 西神楽1線18号（西神楽1線18号・西神楽2線18号、終点）

### 沿線
- 夕張シューパロダム
- 桂沢ダム
- 三段滝
- 芦別温泉
- カナディアンワールド